# Trinidad e Tobago nos Jogos Olímpicos de Verão de 2024
Trinidad e Tobago participou dos Jogos Olímpicos de Verão de 2024, realizados em Paris, na França. Foi a 19.ª aparição do país nos Jogos Olímpicos de Verão desde a estreia em Londres 1948.
Foi representado por 17 atletas que competiram no atletismo, ciclismo e natação, mas nenhum conquistou medalhas.

## Competidores
Esta foi a participação por modalidade nesta edição:
| Esporte   | Masculino | Feminino | Total |
| --------- | --------- | -------- | ----- |
| Atletismo | 7         | 6        | 13    |
| Ciclismo  | 2         | 0        | 2     |
| Natação   | 1         | 1        | 2     |
| Total     | 10        | 7        | 17    |

## Desempenho

### Atletismo
- Q = Qualificado para a próxima fase
- q = Qualificado para a próxima fase como o perdedor mais rápido ou, em eventos de campo, pela posição sem atingir o alvo para qualificação
- N/A = Fase não aplicável para o evento
- Bye = Atleta não precisou disputar aquela fase

Masculino
Eventos de pista
| Atleta                                                 | Evento  | Preliminar | Preliminar | Baterias | Baterias | Repescagem | Repescagem | Semifinal   | Semifinal   | Final       | Final       | Ref.              |
| Atleta                                                 | Evento  | Tempo      | Pos.       | Tempo    | Pos.     | Tempo      | Pos.       | Tempo       | Pos.        | Tempo       | Pos.        | Ref.              |
| ------------------------------------------------------ | ------- | ---------- | ---------- | -------- | -------- | ---------- | ---------- | ----------- | ----------- | ----------- | ----------- | ----------------- |
| Devin Augustine                                        | 100 m   | Bye        | Bye        | 10.31    | 5        | N/A        | N/A        | Não avançou | Não avançou | Não avançou | Não avançou | [ 5 ]             |
| Jereem Richards                                        | 400 m   | N/A        | N/A        | 44.31    | 2 Q      | Bye        | Bye        | 44.33       | 2 Q         | 43.78       | 4           | [ 6 ]             |
| Renny Quow Jereem Richards Jaden Marchan Shakeem McKay | 4x400 m | N/A        | N/A        | 3:06.73  | 8        | Bye        | Bye        | Bye         | Bye         | Não avançou | Não avançou | [ 6 ] [ 7 ] [ 8 ] |

Eventos de campo
| Atleta          | Evento              | Qualificação | Qualificação | Final | Final | Ref.  |
| Atleta          | Evento              | Marca        | Pos.         | Marca | Pos.  | Ref.  |
| --------------- | ------------------- | ------------ | ------------ | ----- | ----- | ----- |
| Keshorn Walcott | Lançamento de dardo | 83.02        | 11 q         | 86.16 | 7     | [ 9 ] |

Feminino
Eventos de pista
| Atleta                                                    | Evento  | Preliminar | Preliminar | Baterias | Baterias | Semifinal   | Semifinal   | Final       | Final       | Ref.                 |
| Atleta                                                    | Evento  | Tempo      | Pos.       | Tempo    | Pos.     | Tempo       | Pos.        | Tempo       | Pos.        | Ref.                 |
| --------------------------------------------------------- | ------- | ---------- | ---------- | -------- | -------- | ----------- | ----------- | ----------- | ----------- | -------------------- |
| Michelle-Lee Ahye                                         | 100 m   | Bye        | Bye        | 11.33    | 4        | Não avançou | Não avançou | Não avançou | Não avançou | [ 10 ]               |
| Leah Bertrand                                             | 100 m   | Bye        | Bye        | 11.27    | 3 Q      | 11.37       | 9           | Não avançou | Não avançou | [ 11 ]               |
| Akilah Lewis Sole Frederick Sanaa Frederick Leah Bertrand | 4x100 m | N/A        | N/A        | 43.99    | 8        | N/A         | N/A         | Não avançou | Não avançou | [ 11 ] [ 12 ] [ 13 ] |

Eventos de campo
| Atleta          | Evento            | Qualificação | Qualificação | Final       | Final       | Ref.   |
| Atleta          | Evento            | Marca        | Pos.         | Marca       | Pos.        | Ref.   |
| --------------- | ----------------- | ------------ | ------------ | ----------- | ----------- | ------ |
| Portious Warren | Arremesso de peso | 17.22        | 22           | Não avançou | Não avançou | [ 14 ] |

### Ciclismo

#### Pista
Velocidade
| Atleta        | Evento    | Qualificação     | Qualificação | Rodada 1                    | Repescagem 1                | Rodada 2                    | Repescagem 2                | Oitavas                      | Repescagem 3                              | Quartas                     | Semifinal                   | Final / DB                  | Final / DB  | Ref.   |
| Atleta        | Evento    | Tempo Vel (km/h) | Pos.         | Adversário Tempo Vel (km/h) | Adversário Tempo Vel (km/h) | Adversário Tempo Vel (km/h) | Adversário Tempo Vel (km/h) | Adversário Tempo Vel (km/h)  | Adversário Tempo Vel (km/h)               | Adversário Tempo Vel (km/h) | Adversário Tempo Vel (km/h) | Adversário Tempo Vel (km/h) | Pos.        | Ref.   |
| ------------- | --------- | ---------------- | ------------ | --------------------------- | --------------------------- | --------------------------- | --------------------------- | ---------------------------- | ----------------------------------------- | --------------------------- | --------------------------- | --------------------------- | ----------- | ------ |
| Kwesi Browne  | Masculino | 9.773 73.672     | 26           | Não avançou                 | Não avançou                 | Não avançou                 | Não avançou                 | Não avançou                  | Não avançou                               | Não avançou                 | Não avançou                 | Não avançou                 | Não avançou | [ 15 ] |
| Nicholas Paul | Masculino | 9.371 76.833     | 9 Q          | JPN Y Obara V 9.887 72.823  | Bye                         | JPN K Ota V 9.949 72.369    | Bye                         | GBR J Carlin D +0.004 72.282 | JPN Y Obara NZL L Hoffman D +0.369 71.692 | Não avançou                 | Não avançou                 | Não avançou                 | Não avançou | [ 16 ] |

Keirin
| Atleta        | Evento    | Rodada 1 | Repescagem | Quartas     | Semifinal   | Final       | Ref.          |
| Atleta        | Evento    | Pos.     | Pos.       | Pos.        | Pos.        | Pos.        | Ref.          |
| ------------- | --------- | -------- | ---------- | ----------- | ----------- | ----------- | ------------- |
| Kwesi Browne  | Masculino | 3 R      | DNF        | Não avançou | Não avançou | Não avançou | [ 17 ] [ 18 ] |
| Nicholas Paul | Masculino | 1 Q      | Bye        | 5           | Não avançou | Não avançou | [ 16 ]        |

### Natação
Masculino
| Atleta       | Evento      | Eliminatórias | Eliminatórias | Semifinal   | Semifinal   | Final       | Final       | Ref.   |
| Atleta       | Evento      | Tempo         | Pos.          | Tempo       | Pos.        | Tempo       | Pos.        | Ref.   |
| ------------ | ----------- | ------------- | ------------- | ----------- | ----------- | ----------- | ----------- | ------ |
| Dylan Carter | 50 m livre  | 22.18         | 29            | Não avançou | Não avançou | Não avançou | Não avançou | [ 19 ] |
| Dylan Carter | 100 m livre | 49.35         | 34            | Não avançou | Não avançou | Não avançou | Não avançou | [ 19 ] |

Feminino
| Atleta        | Evento       | Eliminatórias | Eliminatórias | Semifinal   | Semifinal   | Final       | Final       | Ref.   |
| Atleta        | Evento       | Tempo         | Pos.          | Tempo       | Pos.        | Tempo       | Pos.        | Ref.   |
| ------------- | ------------ | ------------- | ------------- | ----------- | ----------- | ----------- | ----------- | ------ |
| Zuri Ferguson | 100 m costas | 1:02.75       | 27            | Não avançou | Não avançou | Não avançou | Não avançou | [ 20 ] |